# Ljudski hudič
Ljudski hudič je oseba ali skupina oseb, ki so v folklori in množičnih občilih upodobljeni kot odpadniški in sprevrženi in ki se jih krivi za zločine ali drugo vrsto družbenih problemov. Preganjanje ljudskih hudičev se pogosto stopnjuje v množično gibanje, ki ga imenujemo moralna panika. Ob moralni paniki v polnem zamahu so ljudski hudiči predmet slabo organiziranih, vendar vsesplošno razširjenih napadov sovražnosti z obrekovanjem in širjenjem urbanih legend. Množična občila občasno poskušajo ustvariti nove ljudske hudiče, da bi napravila kontroverze. Pregajanje ljudskih hudičev lahko vpliva tudi na državno politiko in zakonodajo.

## Koncept
Koncept ljudskega hudiča je uvedel sociolog Stanley Cohen leta 1972 v svoji študiji Ljudski hudiči in moralna panika (Folk Devils and Moral Panics), v kateri je analiziral medijsko obravnavo modsov in rockerjev v Združenem kraljestvu 1960. let.

## Zgodovinski in sodobni primeri
Osnovni vzorec pregajanja ljudskih hudičev je iz zgodovine poznan kot lov na čarovnice in po podobnih množičnih preganjanjih. Zgodovina pretežno katoliških in protestantskih evropskih držav ponuja zglede preganjanja privržencev rivalskih zahodnokrščanskih verskih skupnosti. Sem spada tudi preganjanje manjšin in priseljencev, zgodovina preganjanja kristjanov v Rimu in zgodovina antisemitizma.
V sodobnem času so v številnih državah politični in verski voditelji poskušali kot odpadniške sprevržence, ki ogrožajo družbeni in moralni red, predstaviti ateiste in sekulariste. Prepoznavanje ljudskih hudičev morda odraža poskus močnih institucij, da bi odpravile družbeno tesnobo.